# إيليا كايتيز
إيليا كايتيز  Poljice (درفار)، 16 يناير 1961)، عالم اجتماع وفيلسوف ومعلم وكاتب وضابط متقاعد صربي. وهو الرئيس السابق لقسم العلوم الاجتماعية وأستاذ علم الاجتماع في الأكاديمية العسكرية في بلغراد. تقاعد برتبة عقيد.[1]
هو مؤلف الدراسة الموسعة "الحكمة والسيف: فلاسفة حول أسرار السلام والحرب"، والتي تمت ترجمتها ونشرها باللغة الإنجليزية، [2] الفرنسية والألمانية والإسبانية والبرتغالية والإيطالية والبولندية والهولندية (الفلمنكية) ومحرر المكتبة الإلكترونية العالمية "فلسفة الحرب والسلام".

## سيرة شخصية

### تعليم
أنهى  دراسته الابتدائية في Šajkaš بالقرب من نوفي ساد. ثم تخرج من مدرسة "المارشال تيتو" الثانوية للقوات الجوية في موستار والأكاديمية العسكرية للقوات الجوية في زيمونيك (زادار). تخرج بدرجة في الفلسفة وعلم الاجتماع من كلية الفلسفة في زادار، وفي كلية العلوم السياسية في بلغراد حصل على درجة الماجستير في علم الاجتماع السياسي في موضوع "النازية والأوستاستفو - نسب الشر" عام 1997 والدكتوراه في موضوع "التطرف والضحايا – حالة ثورة أكتوبر" (تحليل أنثروبولوجي سياسي)" عام 2004.[1]

### مسيرة مهنية وعلمية
منذ عام 1991، التحق بالأكاديمية العسكرية في بلغراد، حيث قام بتدريس الفلسفة (1991-1998)، وعلم الاجتماع (1998-2016)، وكان رئيس مركز اللغات الأجنبية (2005-2007) ورئيساً قسم العلوم الاجتماعية (2007-2015). قام بتدريس مقرر عقيدة اللاعنف في كلية الأمن في بلغراد (2008-2014).[1]
يعمل حاليا في كلية السياسة الدولية والأمن بجامعة "الاتحاد - نيكولا تيسلا" في بلغراد. يقوم بتدريس علم الاجتماع والفلسفة في الدراسات الأكاديمية الأساسية، ومبادئ اللاعنف في الدراسات الأكاديمية للماجستير، وعلم الجدل وعلم إيرينولوجيا في دراسات الدكتوراه.
بالإضافة إلى الدراسات، ينشر مقالات فلسفية ومناقشات علمية وقصص في المجلات: العامة، العسكرية، الواقع التربوي، سفاروج، الدفاع، الأرثوذكسية، الفكر المسيحي، أكاديمية الطلاب، الأخبار المسائية، التعليم المسيحي الأرثوذكسي، الخطوات، السياسة، فكر الحرية الصربي، المواضيع، المصلحة الوطنية، بيشات، نابريداك، دراسات نيكولاي وغيرها (Javnost, Vojska, Pedagoška Stvarnost, Svarog, Odbrana, Pravoslavlje, Hrišćanska Misao, Studenička Akademija, Večernje Novosti, Pravoslavni Katiheta, Koraci, Politika, Srpska Slobodarska Misao, Tema, Nacionalni Interes, Pečat, Napredak, Nikolai’s Studies).
حصل على لقب أفضل مشارك في مجلة المخبر العسكري لعام 2003 وأفضل مدرس في الأكاديمية العسكرية لعام 2012. وفي عام 2004، عمل في فريق الإصلاح بوزارة الدفاع. يقوم بتحرير المكتبة الإلكترونية "فلسفة الحرب والسلام" على موقع مشروع راستكو. كان عضوًا في مجلس شيوخ جامعة الدفاع في بلغراد في دعوتين. وهو عضو في رابطة الكتاب في صربيا.